# Вахрушево (Лузький район)
Ва́хрушево (рос. Вахрушево) — присілок у складі Лузького району Кіровської області, Росія. Входить до складу Лальського міського поселення.
Населення становить 7 осіб (2010, 13 у 2002).
Національний склад станом на 2002 рік — росіяни 100 %.